# Stovies

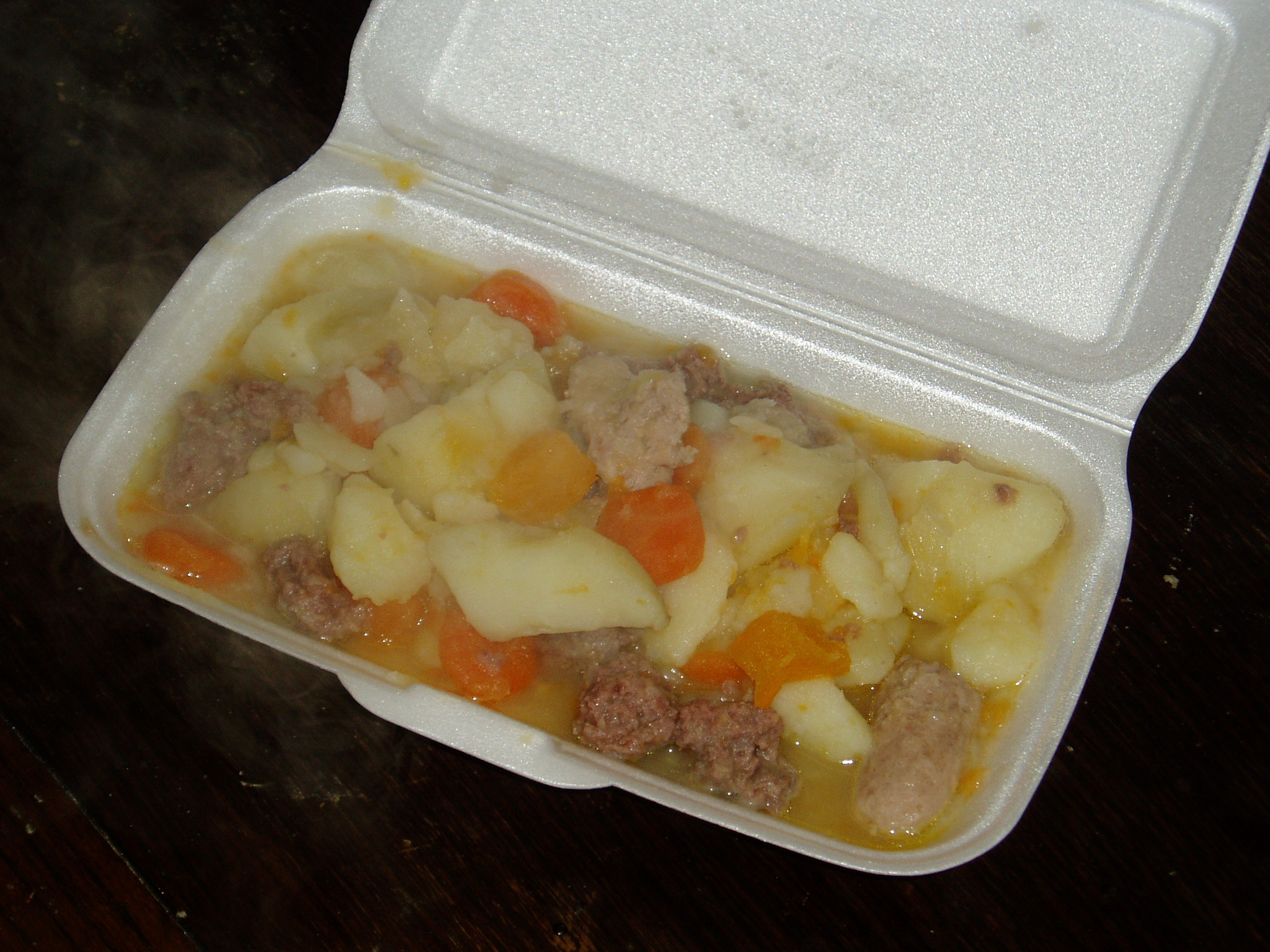
Stovies.

El stovies es un plato tradicional escocés. Su receta e ingredientes cambia mucho de una región a otro, e incluso de una familia a otra, pero contiene patata, normalmente (aunque no siempre) cebolla y a menudo (pero de nuevo no siempre) sobras de rosbif, carne picada u otra.
Las patatas se cocinan estofándolas con grasa; stove (‘cocina’) también tiene el significado de ‘estofado’ o ‘estofar’ en escocés. Puede usarse manteca, grasa de cerdo o mantequilla.
El stovies puede acompañarse con tortas de avena.